# Forstera
Forstera là một chi nhện trong họ Cyatholipidae.

## Các loài
- Forstera daviesae Forster, 1988